# Дождевая канализация

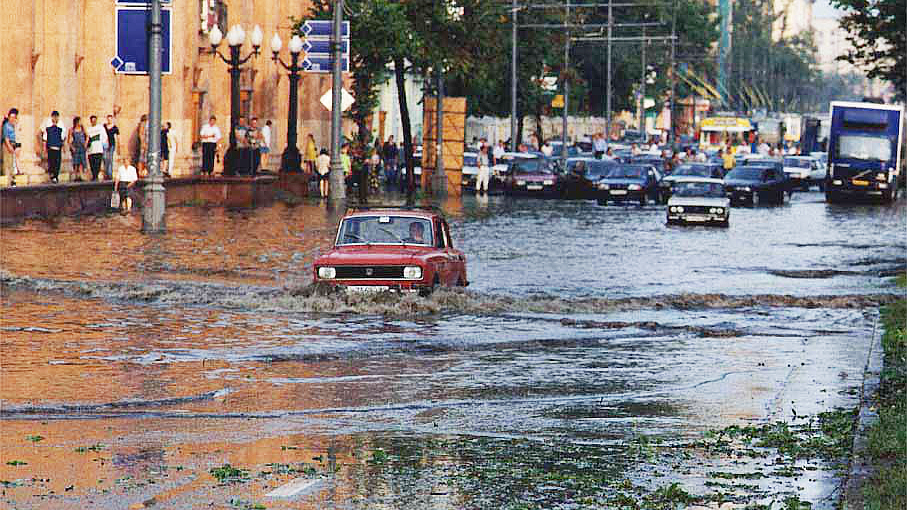
Москвич−2140 преодолевает водную преграду, внезапно возникшую после ливня с градом в Москве летом 1996 года у здания № 32/2 по Ленинградскому проспекту в результате засора дождевой канализации ветками деревьев

Дождевая (ливневая) канализация — система канализации, предназначенная для организованного и быстрого отвода выпавших на территории города, пригорода или промышленного предприятия атмосферных осадков, а также талых поверхностных или подземных вод. В дождевую канализацию также иногда сбрасывают так называемые условно чистые воды, образующиеся при технологических процессах на предприятиях. Следует различать бытовую и дождевую канализацию, — это две разные системы, которые в строительных нормах не соединены друг с другом.

## История
В 1881 году в Гатчине начались первые крупные работы по благоустройству города, а в 1884 году были закончены основные строительные работы по первым сетям канализации и водопровода, которые продолжались до 1888 года. С 1890 года впервые заработал центральный водопровод. Однако, закреплённые законом прецеденты использования дождевой канализации не по назначению, способствовали тому, что деревянные конструкции (выполненные в основном из горбыля) в таких условиях не справлялись, так как имели щели и быстро сгнивали от сбрасываемых нечистот из туалетов, превращая колодцы дождевой канализации в выгребные ямы, что привело к экологической катастрофе.

## Классификация

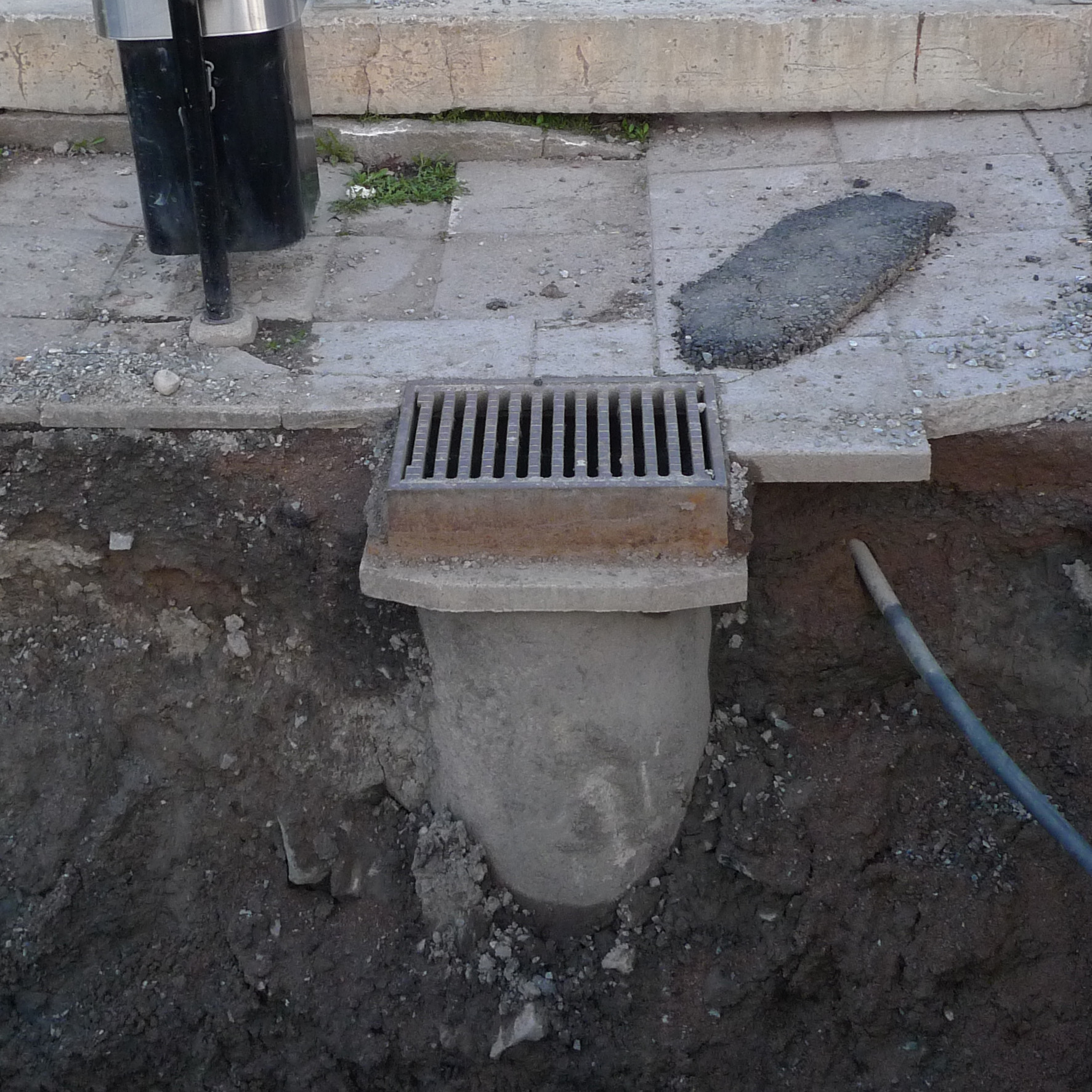
Дождевая канализация закрытого типа с решёткой дождеприёмника

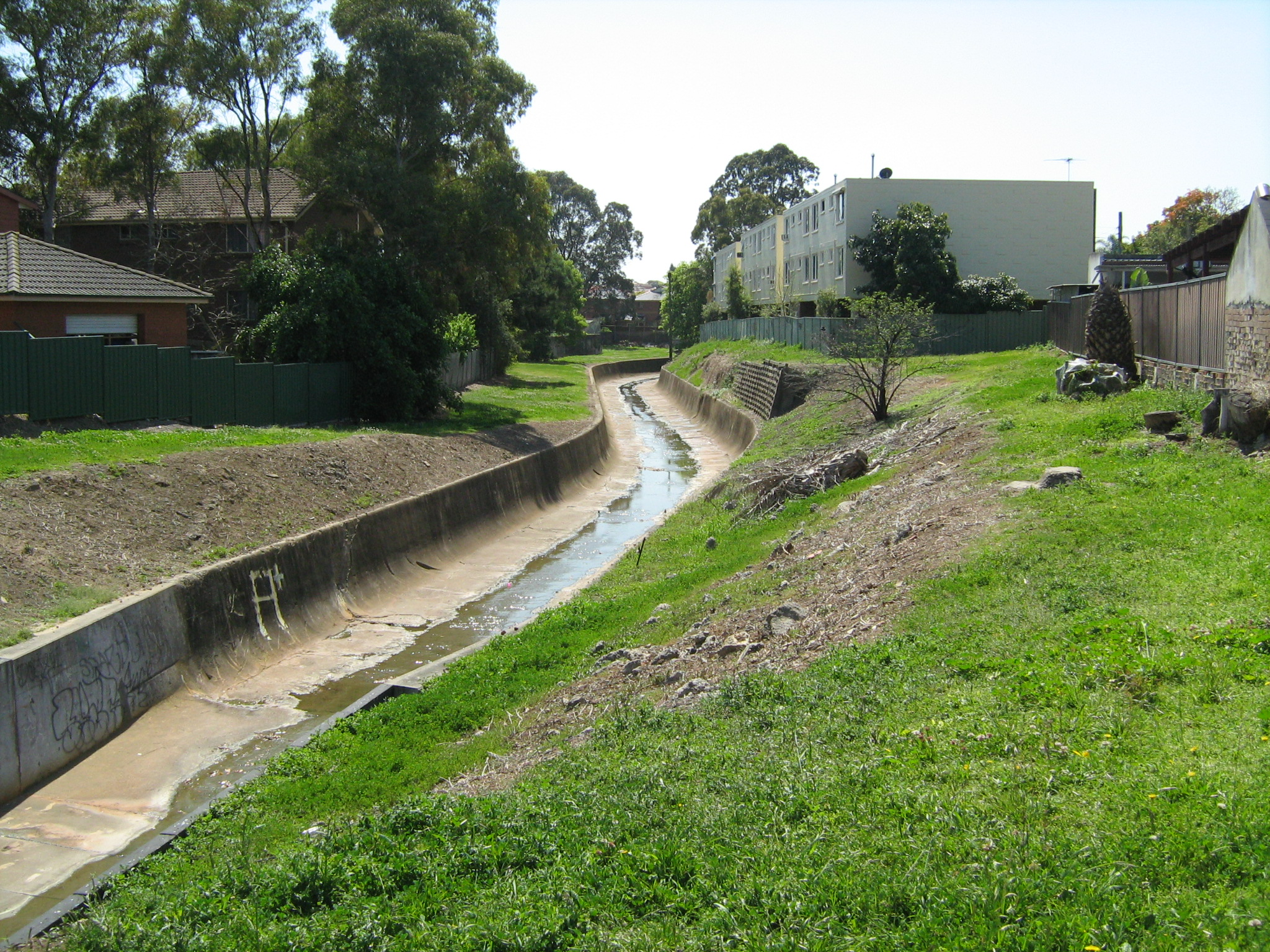
Дождевая канализация открытого типа

По способу отвода атмосферных поверхностных сточных вод (дождевые, ливневые, талые воды) различают три вида дождевой канализации:
- открытого типа (арычная система)[4] — воды отводятся с помощью открытых каналов и лотков (кюветов) к ближайшему коллектору или напрямую в водоём. Иногда вода отводится в лесные зоны, лесопосадки и прочие малолюдные места, где она впитывается в почву.
- закрытого типа — стекающая дождевая вода собирается водоотводными лотками, входящими в конструкцию дорог и тротуаров, и через особые колодцы (дождеприёмники) поступает в сеть подземных трубопроводов, по которой она сплавляется в ближайшие тальвеги, естественные водоёмы или на очистные сооружения, напрямую или через коллектор. В некоторых системах вода отводится в непроницаемый люк (герметичный коллектор), откуда потом выкачивается ассенизаторской машиной.
- смешанного типа — часть элементов открытой сети заменяется закрытыми подземными трубопроводами. Например, вода самотёком с помощью желобов перемещается к ближайшему дождеприёмнику, из которого с помощью подземного трубопровода попадает в ближайший коллектор, откуда насосами перекачивается в водоём или очистные сооружения. Наиболее часто встречается именно эта система.

###### Очистные сооружения
В большинстве крупных городов вода из дождевой канализации поступает в очистные сооружения. Как правило, отдельные очистные сооружения для дождевой канализации не строят. Вода поступает в уже имеющиеся очистные сооружения, а после очистки (как правило, поверхностной) отправляется в естественный водоём или водохранилище.

## Арычная система водоотведения
Арычная система открытого типа используется в городах и многофункциональна по своему значению. Выполняет две основные функции своего назначения: как поливная сеть, посредством неё производится орошение городских зелёных насаждений, а также как водосточная сеть выполняет функцию водоотвода дождевых стоков от атмосферных осадков с поверхности улиц. Состоит из специальных бетонных арычных лотков, которые установлены вдоль улиц и дорог. В арычных лотках обычно имеются специальные дренажные отверстия, через которые часть воды впитывается в почву, что позволяет снизить нагрузку на систему и обеспечить полив растений.

## Коллектор дождевой канализации

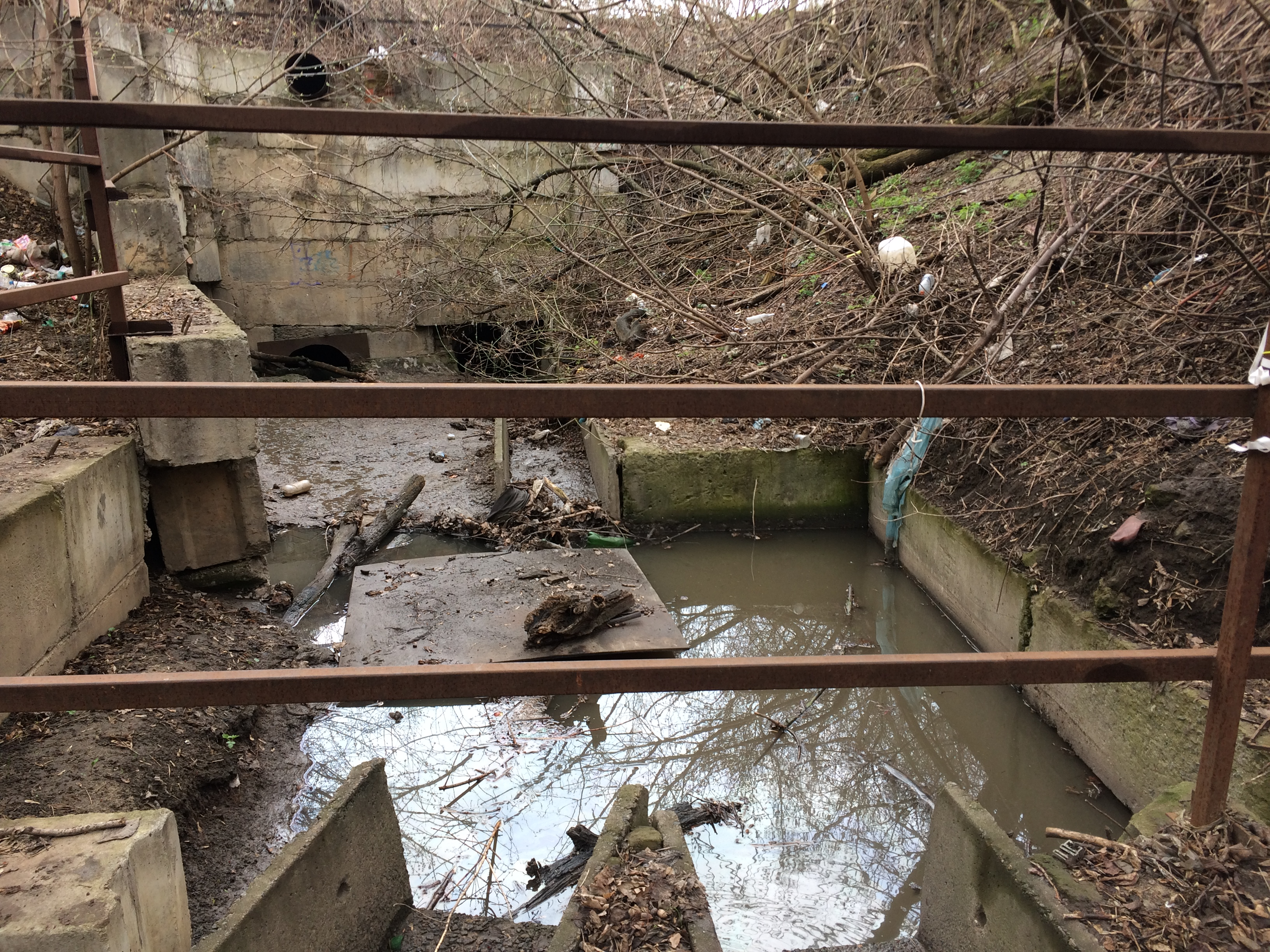
Коллектор дождевой канализации открытого типа в Воронеже

Коллектор дождевой канализации предназначен для сбора воды с контролируемой им зоны (как правило, одна зона равна одному району или части крупного района) и дальнейшего её отведения в магистраль городской системы. Коллекторы бывают открытого и закрытого (под землёй) типа. Также бывают герметичные коллекторы, которые собирают воду в себе для дальнейшего выкачивания.

### Открытый тип
Коллекторы открытого типа обычно располагаются в лесных зонах и лесопосадках и могут иметь насосы и фильтры. Собирают воду, которая поступает к ним по желобам и трубам и отправляют её в магистраль.

### Закрытый тип
Коллекторы закрытого типа представляют собой помещение под землёй. Вход в коллектор осуществляется через люк (обычно люков четыре, один из них основной, другие — резервные). Такие коллекторы могут располагаться в любой части города и иметь освещение. Для ограничения доступа посторонних лиц может применяться запорная крышка (с замком).

#### Герметичный коллектор
Герметичный коллектор представляет собой водонепроницаемую ёмкость под землёй, откуда вода удаляется вручную (выкачивается ассенизаторской машиной). Обычно используется в маленьких системах, предназначенных для частных домов. Может иметь съёмную корзинку для сбора мусора. Такие коллекторы не используются в городских системах. Часто устанавливаются блоком из нескольких коллекторов для полноценного сбора воды.

## Дождевая и бытовая канализация
Дождевая и бытовая канализация — разные инженерные системы, не соединённые друг с другом. Однако на практике встречаются случаи, когда ливнеприёмники устанавливаются на бытовую канализацию, либо бытовая канализация отводится в дождевую канализацию. Согласно СНиП такие соединения запрещены. Организации, обслуживающие канализацию, не должны допускать их. В результате объединения этих систем может возникнуть засор бытовой канализации или загрязнение вод дождевой канализации, который способен привести к загрязнению окружающей среды и водоёмов (воды дождевой канализации в большинстве случаев проходят только поверхностную очистку).

## Опасность в использовании
Опасность водоотводных систем и несчастные случаи, связанные с дождевой канализацией, заключаются в неправильной эксплуатации и плохом обслуживании систем водоотведения, а также в открытых люках и дополнительных сооружениях (такие как подземные коллекторы, насосные станции, фильтр-колодцы), которые могут привести к несчастным случаям, в том числе и с летальным исходом.
Примеры несчастных случаев
- Застревание в решётке водоприёмника: 16 сентября 2019 года в Омске шестилетняя девочка застряла ногой в решётке дождевой канализации. Спасатели разрезали решётку гидравлическими ножницами и освободили девочку. Инцидент произошёл из-за слишком большого расстояния между прутьями решётки[7].
- Попадание человека внутрь системы канализации: 3 августа 2018 года в Сочи семилетний мальчик во время ливня упал в жёлоб арычной системы дождевой канализации и утонул. Инцидент произошёл из-за отсутствия защитных ограждений и узких каналов, которые привели к сильному напору воды во время ливня[8].
- Падение в люк: 22 ноября 2019 года в Сыктывкаре 45-летний мужчина упал в открытый люк дождевой канализации и умер[9].
- Падение человека в глубокие каналы арычных систем: 28 мая 2013 года на острове Бали 40-летняя женщина упала в жёлоб арычной системы и утонула. Инцидент произошёл из-за слишком глубокого жёлоба[10]
- Попадание животных внутрь системы: 12 июля 2016 года собака упала в открытый смотровой люк дождевой канализации в Перми. Спасти животное не удалось, так как по туннелям собака ушла в неизвестном направлении и утонула, когда начался дождь. Инцидент произошёл в результате отсутствия крышки люка[11]

## Галерея

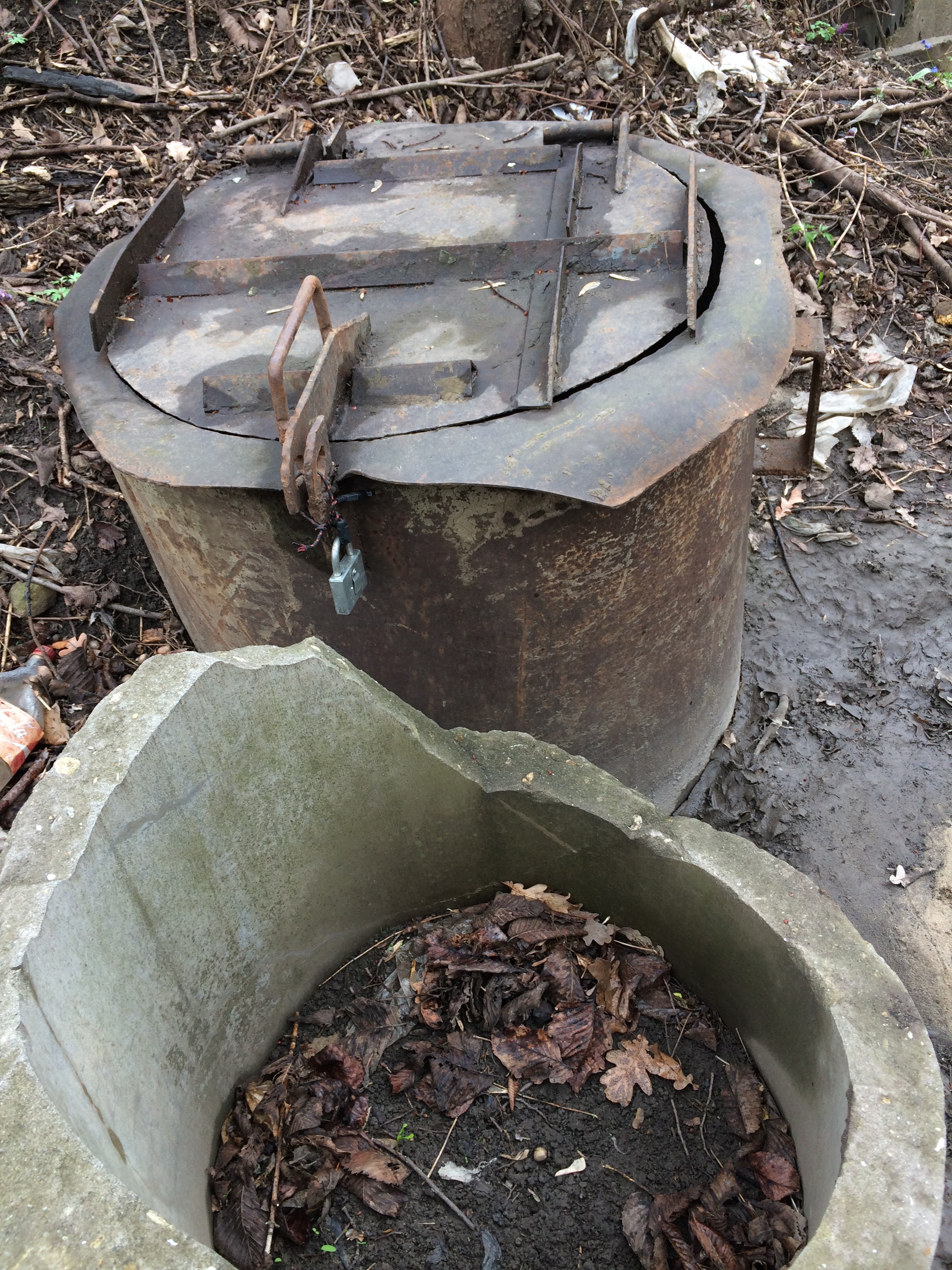
Фильтр-колодец дождевой канализации для очистки воды от крупных предметов и почвы. Установлен перед вводом жёлоба в коллектор, может работать даже при длительном отсутствии очистки
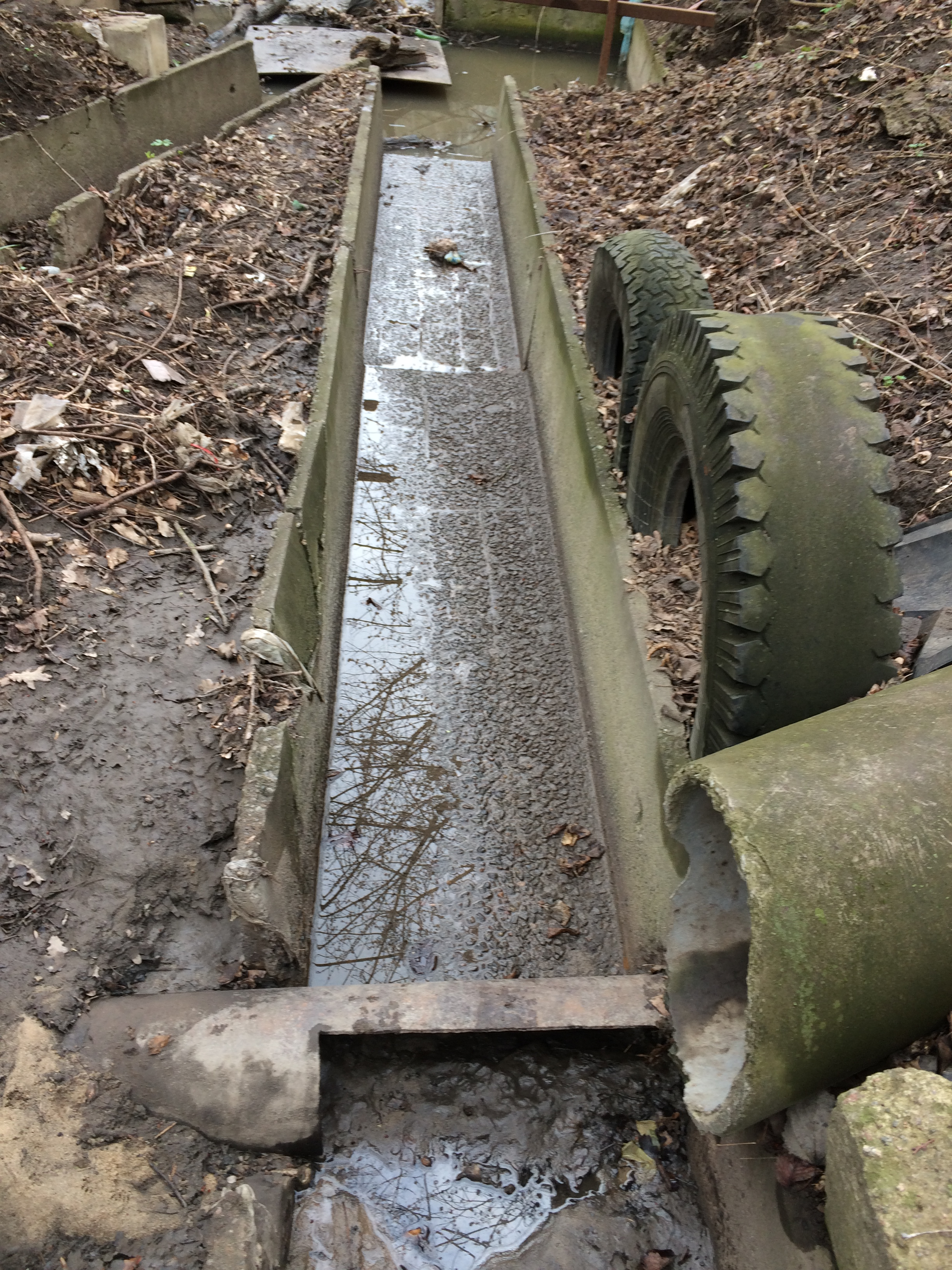
Железобетонный жёлоб арычной системы отведения воды к коллектору. Железная труба внутри жёлоба — труба фильтр-колодца.
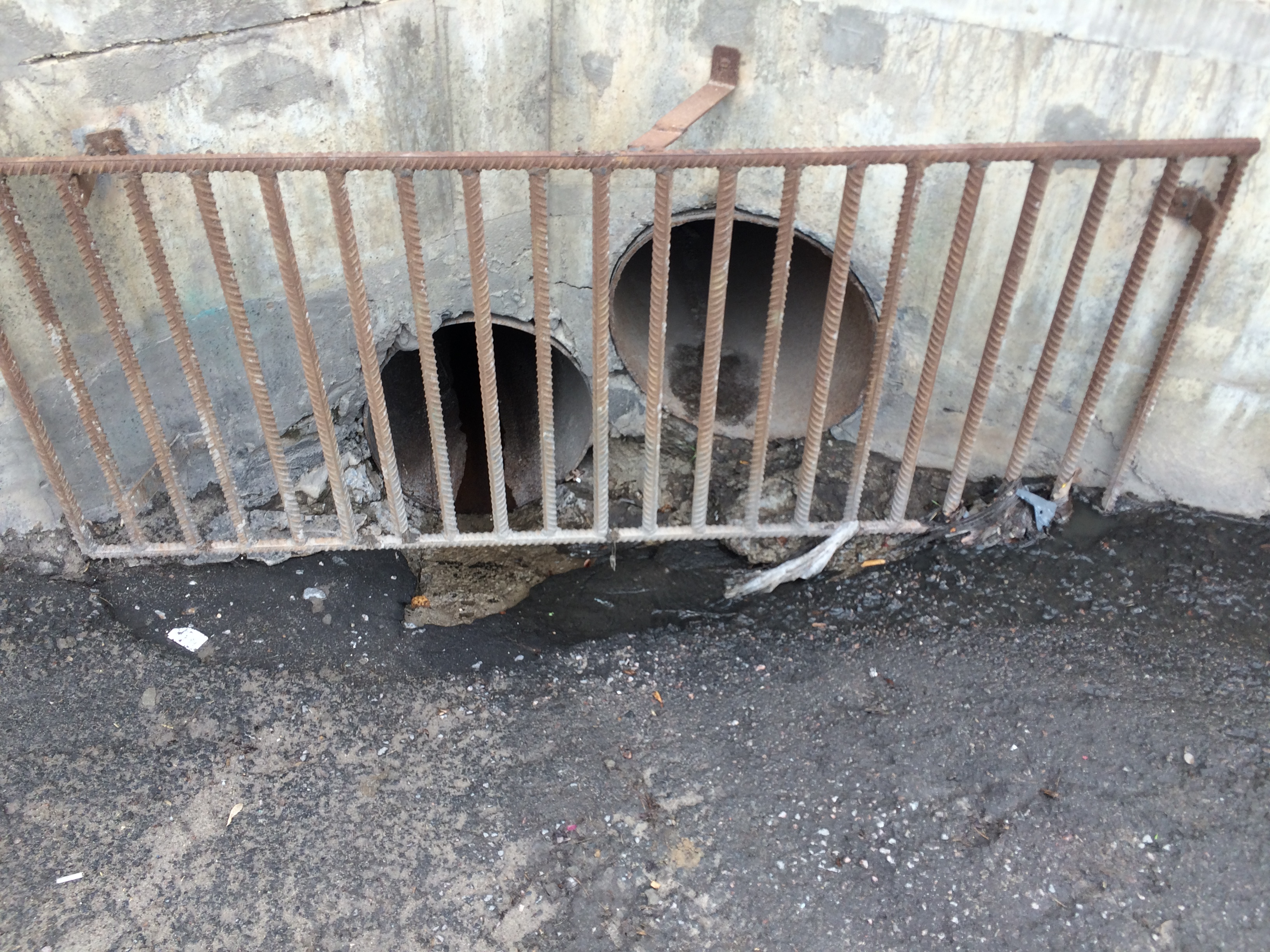
Ливнеприёмник открытого типа. Нижняя труба отводит воду напрямую в насосную часть, а верхняя — в коллектор.
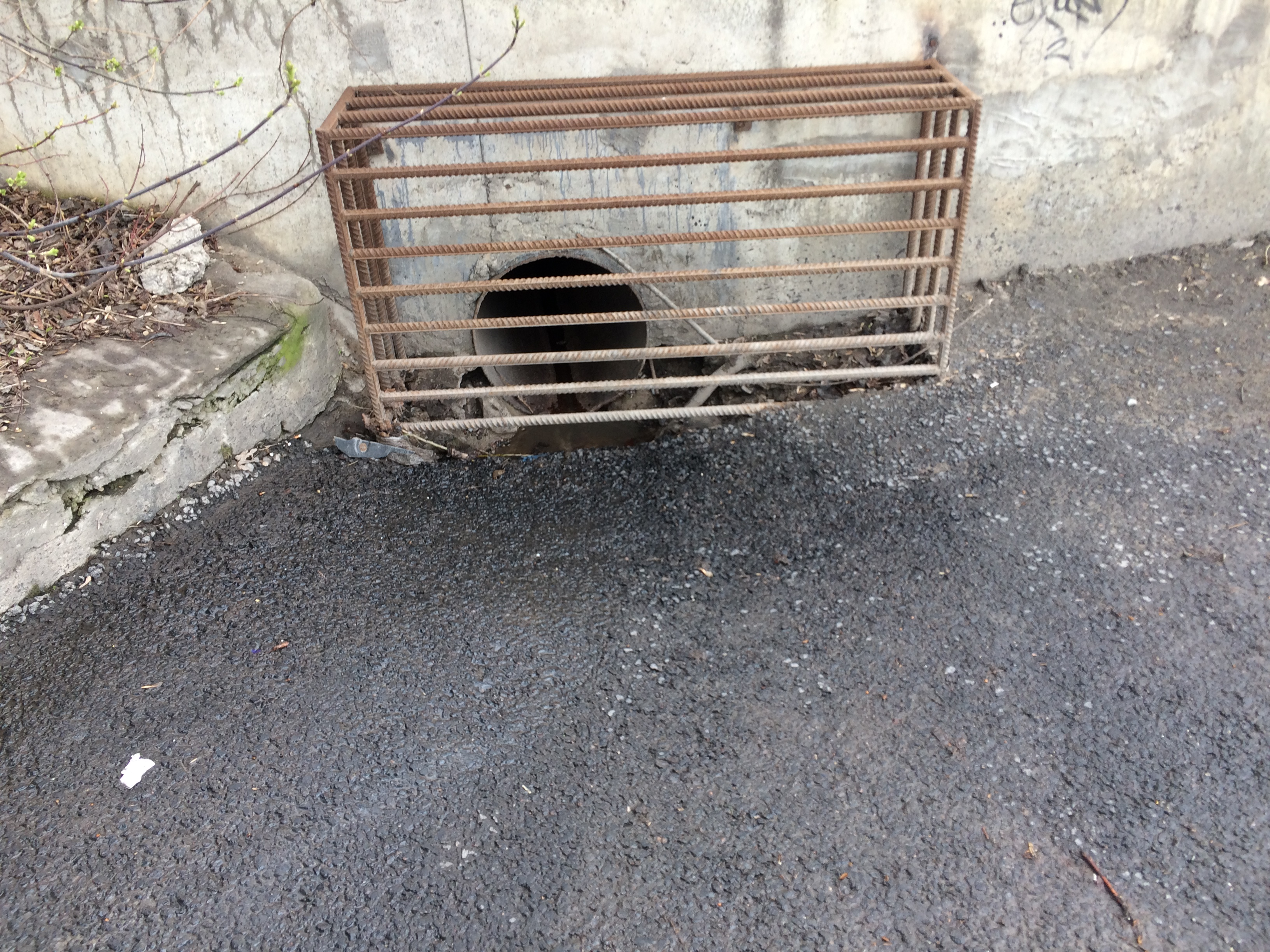
Второй ливнеприёмник с меньшей пропускной способностью.

## Памятник

Памятник работнику Водостока

В Саратове у здания МУП "Водосток" на ул. Белоглинская в 2016 г. открыт Памятник работнику Водостока.

### Нормативная литература
- СН 510-78 «Инструкция по проектированию сетей водоснабжения и канализации для районов распространения вечномерзлых грунтов».
- МДК 3-02.2001 «Правила технической эксплуатации систем и сооружений коммунального водоснабжения и канализации».
- ВУТП-97 «Ведомственные указания по технологическому проектированию производственного водоснабжения, канализации и очистки сточных вод предприятий нефтеперерабатывающей промышленности».

Ведомственные нормы технологического проектирования
- ВНТП-К-97 «Канализация сельских населенных пунктов и фермерских хозяйств».

ГОСТ
- ГОСТ 25150-82 «Канализация. Термины и определения».
- ГОСТ 3634-99 «Люки смотровых колодцев и дождеприёмники ливнесточных колодцев».

Свод правил
- СП 30.13330.2016 «Внутренний водопровод и канализация зданий. Актуализированная редакция СНиП 2.04.01-85*».
- СП 32.13330.2012 «Канализация. Наружные сети и сооружения. Актуализированная редакция СНиП 2.04.03-85».
- СП 40-102-2000 «Проектирование и монтаж трубопроводов систем водоснабжения и канализации из полимерных материалов. Общие требования».
- СП 40-105-2001 «Проектирование и монтаж подземных трубопроводов канализации из стеклопластиковых труб».
- СП 40-107-2003 «Проектирование, монтаж и эксплуатация систем внутренней канализации из полипропиленовых труб».
- СП 253.1325800.2016 «Инженерные системы высотных зданий».
- СП 399.1325800.2018 «Системы водоснабжения и канализации наружные из полимерных материалов. Правила проектирования и монтажа».

### Техническая литература
- Об утверждении профессионального стандарта «Слесарь аварийно-восстановительных работ на сетях водоснабжения и водоотведения».
- Об утверждении Правил пользования системами коммунального водоснабжения и канализации в Российской Федерации.
- О взимании платы за сброс сточных вод и загрязняющих веществ в системы канализации населенных пунктов.
- Об утверждении Межотраслевых правил по охране труда при эксплуатации водопроводно-канализационного хозяйства.
- Технические указания по проектированию и строительству дождевой канализации.
- Правила приёма производственных сточных вод в системы канализации населенных пунктов.
- О Правилах пользования системами коммунального водоснабжения и канализации в Российской Федерации.
- Правила по охране труда при эксплуатации коммунального водопроводно-канализационного хозяйства.
- Методика оценки технологической эффективности работы городских очистных сооружений канализации.
- Положение о проведении планово-предупредительного ремонта на предприятиях водопроводно-канализационного хозяйства.
- Справочное пособие к СНиП 2.04.02-84 и СНиП 2.04.03-85. Составление технико-экономической части проектов внеплощадочных систем водоснабжения и канализации.
- Пособие по водоснабжению и канализации городских и сельских поселений (к СНиП 2.07.01-89). ЦНИИЭП инженерного оборудования. М., 1992.
- Пособие по укладке и монтажу чугунных, железобетонных и асбестоцементных трубопроводов водоснабжения и канализации (к СНиП 3.05.04-85).
- Пособие по объёму и содержанию технической документации внеплощадочных систем водоснабжения и канализации (к СНиП 2.04.02-84 и 2.04.03-85).